# Масларево
Масларево е село в Северна България. То се намира в община Полски Тръмбеш, област Велико Търново.

## География
Селото се намира на 34 км южно от Свищов, и на 45 км северно от гр. В.Търново. То е разположено на юг от магистралата Русе – Плевен, в непосредствена близост до нея.
Земите на Масларево са разположени в централната част на Дунавската хълмиста равнина – долините на реките Осъм и Янтра. Теренът на землището е хълмисто-равнинен. Землището се пресича от четири дерета, които в долния край на селото – източната част – се събират и образуват река, която е ляв приток на река Янтра и се влива в нея при с. Ценово, Русенски окръг.
Землището на селото възлиза на 29 354 декара, от която 22 859 е обработваема земя.{{книга инфо

## История
Първия зеслник в селото е Никола Войника от Караисен. Първата църква в селото е построена през 1859 година. Първия кмет на селото след 1887 година е Ламби Банев. До 1944 година единственото предпприятие е мелницата на Караколеви. След освобождението Бъкърджеив от Горна Оряховица закупува 5000 декара от турците и ги разпродава на преселници от Балкана. Георги Радков от Сухиндол е инициатор за създаване на първото училище в селото. През 1904 година в селото е закупена първата парна вършачка.
Селото е разделено на три махали:Горна, Самододска и Липнишка.

## Население
| \| Година на преброяване \| Численост \| \| --------------------- \| --------- \| \| 1934 \| 1961 \| \| 1946 \| 2168 \| \| 1956 \| 2068 \| \| 1965 \| 1738 \| \| 1975 \| 1604 \| \| 1985 \| 1417 \| \| 1992 \| 1164 \| \| 2001 \| 885 \| \| 2011 \| 609 \| \| 2021 \| 418 \| |           |
| Година на преброяване | Численост |
| 1934 | 1961      |
| 1946 | 2168      |
| 1956 | 2068      |
| 1965 | 1738      |
| 1975 | 1604      |
| 1985 | 1417      |
| 1992 | 1164      |
| 2001 | 885       |
| 2011 | 609       |
| 2021 | 418       |

Преброяване на населението през 2011 г.
Численост и дял на етническите групи според преброяването на населението през 2011 г.:
|                     | Численост | Дял (в %) |
| Общо                | 609       | 100,00    |
| Българи             | 398       | 65,35     |
| Турци               | 0         | 0,00      |
| Цигани              | 0         | 0,00      |
| Други               | 0         | 0,00      |
| Не се самоопределят | 0         | 0,00      |
| Неотговорили        | 210       | 34,48     |

## Кухня
Боб по Масларски

## Културни и природни забележителности
В землището на селото има две могили, но те не са изследвани. По сведения на Стефан Стефанов, който описва старините на долния басейн на Янтра, има сравнително малко могили, разположени главно по възвишенията между българскосливовското, карайсенското и масларевското дере. Тъй като могилите в Масларевското землище не са проучени, не може да се каже дали са надгробни или не.

## Личности
- Ганчо Димов – опълченец. Роден през 1852 г. в с. Кованлъка (дн. Пчелище), Търновско, починал през 1935 г. в с. Яйджий (дн. Масларево), Свищовско. В с. Яйджий се преселва със семейството си едва петгодишен през 1857. На 19 май 1877 г. е зачислен в 1-ва дружина 2-ра рота на Българското Опълчение. По-късно приведен в 4-та рота. Уволнен на 1 юли 1878 г. След Руско-турската война (1877 – 1878) се завръща в с. Яйджий. Прехраната на семейството си изкарва като среден земеделски стопанин с около 100 дка земя. Известно време служи като стражар в Свищов.